# مملكة خوندنه
مملكة خوندنه كانت هي المملكة الحاكمة في منطقة خوندنه في الهند. تضم منطقة خوندنه المنطقة الأساسية من الجزء الشرقي من فيداربا ماهاراشترا، وأجزاء من ولاية ماديا براديش مباشرة إلى الشمال منها، وأجزاء من غرب تشهاتيسجاره. تمتد المنطقة الأوسع نطاقًا إلى أبعد من ذلك، بما في ذلك أيضًا أجزاء من تيلانغانا الشمالية وأوديشا الغربية وجنوب أوتار براديش.
حكمت مملكة خوندنه من قبل «راجخوند»، وهم الطبقة الحاكمة بين قبيلة خوند، وهي المجتمع المسيطر في منطقة خوندنه. وتطلق تسمية «خوندي» على سكان وشعب المنطقة.
خوندنه تعني «دولة يسكنها شعب الخوندنه».
في فترة مبكرة، كانت مملكة خوندنه تتألف من أربع ممالك، وكانت خوندنه الشمالية هي "قاره كاتانقا" أو مملكة قاره ماندلا في جابالبور، وكان الجزء الجنوبي تشاندا مملكة تشاندرابور. في الماضي، كان في الجزء الغربي "مملكة كيرلا في "بيتول" وفي القرن السادس عشر، ظهر "مملكة ديفقاره في تشيندوارا" كمملكة قوية.
تم ذكر الخوند لأول مرة في سجلات المسلمين في القرن الرابع عشر. من القرن الرابع عشر حتى القرن الثامن عشر، كانت المنطقة تحت سيطرة سلالات خوند القوية، والتي ظلت خلال عهد المغول مستقلة أو تحت حكم زعماء تابعين. عندما تم احتلال الماراتاس في القرن الثامن عشر، تم دمج الجزء الأكبر من خوندنه تحت هيمنة راجا بهونسل في ناقبور أو نظام حيدر أباد. لجأت العديد من الخوند إلى المرتفعات التي يتعذر الوصول إليها نسبيا وأصبحت قبلية غزاة. بين عامي 1818 و 1853، انتقل الجزء الأكبر من المنطقة إلى البريطانيين، على الرغم من أن راجات الوند في بعض الولايات الصغيرة استمرو في الحكم حتى استقلال الهند في عام 1947.

## التاريخ

### قارها كاتانقا أو مملكة قاره ماندلا
برزت مملكة قارها في عهد سانغرام شاه، الذي فتح 52 حصنًا وسماها قاره لتقوية مملكته. تم بناء قلعة شوارقه في «نارسينقبور». يُعرف سانغرام شاه بأنه راعي للفنون والأدب ومعرفته الكبيرة بالسنسكريتية. وألف سانغرام شاه «راسراتنامالا».
كان ابن «دلبات شاه» متزوجًا من راني دورقاواتي ‏ الذي كان من أمراء تشاندل. راني دوراواتي معروفة بالشجاعة والتضحية من أجل بلدها. قاتلت جلال الدين أكبر إمبراطورية المغول بقيادة عساف خان.
كان حريدشاه عاشق للموسيقى. وكان الحاكم 54 من مملكة قارها. وقدم مساهمات للموسيقى. وألف «حريدي» و «حريدي براكاش» كتبه. نقل عاصمته من شوارقه إلى رامناقار في مقاطعة ماندلا.
كان شانكار شاه وراغوناث شاه المقاتل من أجل الحرية الذي ثار ضد الراج البريطاني في عام 1857.

### مملكة ديفقار-ناقبور
تأسست مدينة ناقبور على يد ملك ديفقار راجا باخت بولاند شاها عام 1702 ...

## وصلات خارجية
- Kings of Gondwana
- Sangram Shah had issued some square coins.
- James Princep F.R.S.، المحرر (أغسطس 1837). The journal of the Asiatic Society of Bengal. Calcutta :Bishop's College Press,1832-1936. ج. vol. 6 part 2. ص. 621–647. مؤرشف من الأصل في 2019-04-04. {{استشهاد بكتاب}}: |المجلد= يحوي نصًّا زائدًا (مساعدة)